# Adolf Kittel
Adolf Kittel (* 4. Juli 1902 in Gablonz an der Neiße; † nach 1928) war ein tschechoslowakischer Mittelstreckenläufer.
Bei den Olympischen Spielen 1928 in Amsterdam schied er über 800 m im Vorlauf aus und wurde über 1500 m Achter.

## Persönliche Bestzeiten
- 800 m: 1:58,9 min, 1928
- 1500 m: 4:00,4 min, 2. August 1928, Amsterdam